# 비라트 콜리

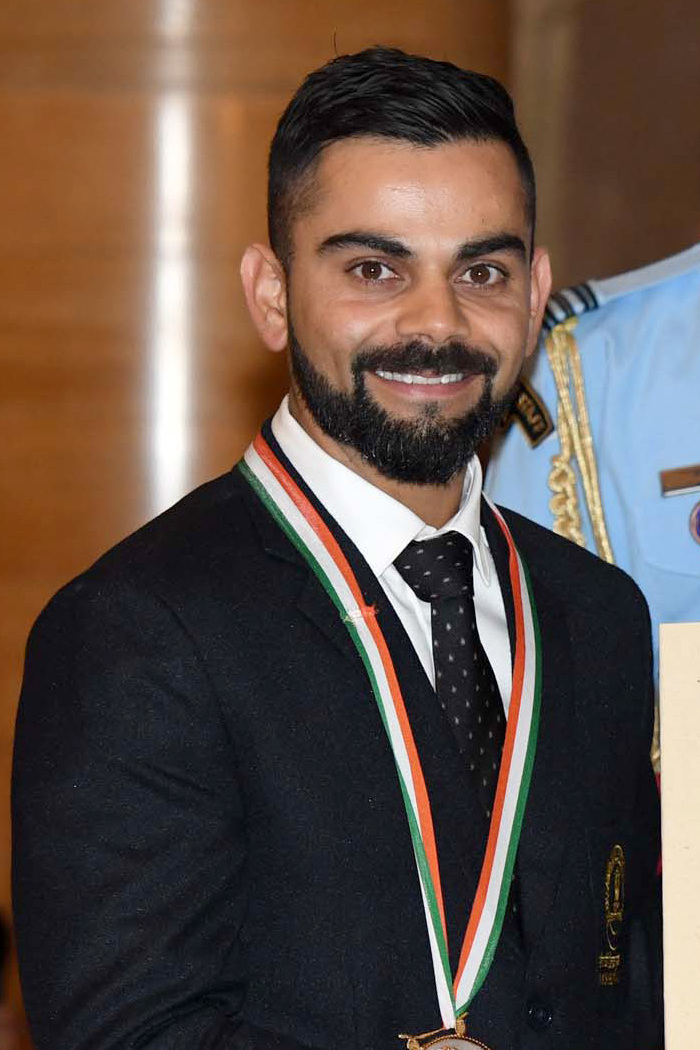
2018년 뉴델리 라슈트라파티 바반에서 비라트 콜리

비라트 콜리(힌디어: विराट कोहली, 영어: Virat Kohli, 1988년 11월 5일 ~ )는 인도의 크리켓 선수다. 현재 인도 크리켓팀인 델리와 인디언 프리미어리그의 로열 챌린저스 방갈로르에서 우완 타자로 뛰고 있다. 비라트 콜리는 시대 최고의 타자 중 한 명이자 역사상 가장 위대한 올포맷 타자 중 한 명으로 알려져 있다. 2013년부터 2022년까지 그는 세 가지 포맷 모두에서 213경기에서 인도 크리켓 국가대표팀의 주장을 맡았다. 68경기 중 40승을 거둔 콜리는 가장 성공적인 인도의 테스트 주장 중 한 명이다.
2016년에는 ESPN에서 세계에서 가장 유명한 스포츠 선수 중 한 명으로, 포브스에서 가장 가치 있는 스포츠 선수 브랜드 중 하나로 선정되었다. 2018년 타임은 세계에서 가장 영향력 있는 100인 중 한 명으로 선정했다. 2020년에는 2,600만 달러 이상의 수입으로 포브스의 2020년 세계에서 가장 돈을 많이 버는 스포츠 선수 100인 목록 에서 66위에 올랐다.